# Koncepce marketingového řízení
Marketingové řízení je souhrn činností vedoucí k dosažení směny na cílovém trhu. Bezpochyby by tyto aktivity měly být realizovány na základě filozofie účinnosti, efektivnosti a sociálně zodpovědného marketingu. Jakou koncepci si však vybrat? V praxi dochází ke střetu zájmů firem, zákazníků a společnosti jako takové. Existuje pět koncepcí, z nichž si firmy mohou vybírat.

## Výrobní koncepce
Jedná se o jednu z nejstarších koncepcí v podnikání. Vychází se z předpokladu, že spotřebitelé budou mít v oblibě ty produkty, které budou lehce dostupné a za nízkou cenu. Za hlavní cíl si musí firma stanovit efektivní výrobu a distribuci.
Úspěšnost této koncepce bude v případě, že poptávka po výrobku nebo službě převyšuje nabídku, a manažeři hledají možnosti pro zvýšení výroby nebo produktivity práce. Příkladem může být Henry Ford a jeho slavný model T, který si mohlo dovolit koupit mnohem více zákazníků. Dalším příkladem mohou být rozvojové země, kde jsou spotřebitelé zainteresováni spíše na získání produktů než na jejich vlastnostech. Společnost Texas Instruments se řadu let snažila o zvyšování výroby a snižování cen. Na americkém trhu kalkulaček díky tomuto přístupu získala nejvyšší tržní podíl. O to samé se firma pokusila i na trhu digitálních hodinek, ovšem zde byla neúspěšná. Přílišná zainteresovanost na výrobu a distribuci znamenala neúspěch, protože zákazníci si kromě levných cen představovali také atraktivní design, který jim tato firma nepřinesla.
Výrobní koncepce je rovněž uplatňována i u organizací poskytující služby. Jedná se například o lékařské a stomatologické praxe, vládní agentury, úřady práce a úřady vydávající licenční povolení. Problém zde nastává tehdy, když je mnoho případů vyřízeno za krátký časový úsek.[zdroj?] V takovém případě jsou organizace obviňovány z neosobnosti a nízké jakosti služeb.

## Výrobková koncepce
Výrobková koncepce se zaměřuje na samotný produkt a jeho vylepšování. Vychází z tvrzení, že zákazníci budou preferovat výrobky poskytující nejvyšší kvalitu, nejmodernější vlastnosti a nejlepší výkon na trhu. Kromě těchto prvků je však na získání zákazníka důležité klást důraz i na poutavý design produktu, jeho obal a v neposlední řadě i na jeho distribuci.
Pro zajištění technické dokonalosti výrobku a úrovně kvality, kterou zákazník požaduje, je nutné soustředit pozornost na neustálé zlepšování výrobních procesů. To lze zajistit pomocí rozvoje systému řízení jakosti a technologického a konstrukčního rozvoje. Je tedy zřejmé, že výrobková a výrobní koncepce jsou úzce propojeny.
Tato koncepce však může s sebou nést riziko "marketingové krátkozrakosti" (marketing myopia). Marketingová krátkozrakost nastává tehdy, když je firma natolik zaměřena na svůj produkt, že "ignoruje" potřeby svých zákazníků. Zlepšení produktu totiž vždy neznamená navýšení jeho spotřeby.

## Prodejní koncepce
Tato koncepce tvrdí, že úspěch firmy závisí především na propagační a prodejní činnosti. Toto tvrzení vychází z předpokladu pasivního zákazníka, kterého je třeba k nákupu navést. Tento předpoklad je typický pro odvětví, v nichž zákazník sám produkt nevyhledává (např. pojištění) nebo v případech, kdy se společnost zbavuje svých zásob. Hlavní cíl prodejní koncepce je prodat to, co je vyrobeno. Firmy aplikující tuto koncepci se nezamýšlí nad potřebami svých zákazníků. Vyrobené neinovované produkty rychle zastarají a ztratí svou konkurenceschopnost. Navíc tato koncepce neklade důraz na budování vztahů se zákazníkem. Z těchto důvodů se prodejní koncepce většinou vyplatí pouze z krátkodobého hlediska. Dlouhodobě je spíše neefektivní.

## Marketingová koncepce
Marketingový koncept je „obchodní filozofie“, která říká, že pro úspěšné dosažení organizačních cílů je nutné určit potřeby zákazníka a plnit je efektivněji než konkurence. Je opakem výše zmíněné prodejní koncepce, která se zaměřuje spíše na plnění potřeb firmy na rozdíl od potřeb svých zákazníků. V podstatě jde o vytváření takových produktů, které sami zákazníci ocení. Konečným cílem firmy by měl být dlouhodobý ziskový vztah s jejich zákazníky.
Vychází z hypotézy, že firma jako celek by měla zaměřit své úsilí na uspokojování cílového zákazníka a přitom generovat zisk.

### Hlavní pilíře marketingové koncepce
Poznáme pět pilířů
- Soustředění se na trh
- Orientace na zákazníka
- Koordinovaný marketing
- Výnosnost

### Reaktivní a proaktivní dimenze
Tržní orientace zahrnuje 2 odlišné dimenze – reaktivní a proaktivní.
- Reaktivní znamená, že firma se soustředí na potřeby, kterých si jsou zákazníci vědomi a které vyžadují. Pro firmu je jednodušší tyto potřeby zjistit a podle nich vyrábět dané produkty. V dlouhodobém horizontu však nebývá dostatečná.
- Proaktivní jsou takové situace, kdy se firma soustředí na takové potřeby zákazníků, kterých si zákazník není vědom. Tyto potřeby se zjišťují hůře. Tyto produkty, ačkoli o ně nikdo nežádal, mají na trhu úspěch.

### Marketingový směnný proces
Každý prvek marketingové koncepce má hodnototvorný charakter, přidává tak novou hodnotu následujícímu prvku. Výchozím bodem je poznání potřeb a přání zákazníků a také poptávky.
Marketingová koncepce je určitým ideálem. Výzkumy prokazují, že firmy, které se zaměřují na marketingovou koncepci, jsou na rozvinutých trzích úspěšnější, než firmy, které nejsou orientované na trh. Podmínky trhu se neustále mění a pro firmy je obtížné, aby se jim neustále přizpůsobovaly.
Firmy, které dokáží zapracovat tržní orientaci přímo do své firemní kultury, jsou i díky tomu mnohdy úspěšnější. Pochopit, že dlouhodobá existence firmy závisí nejen na zisku, ale i na schopnosti uspokojovat potřeby zákazníků, by měl nejen management firmy, ale i každý zaměstnanec firmy.
Moderní marketingová koncepce je založena na tom, aby se firma co nejvíce přiblížila zákazníkům a nabídla jim mnohem uspokojivější řešení jejich potřeb. Firmy se soustřeďují na vznik zákaznických klubů a na budování vztahů nejen se zákazníky, ale i s širokou veřejností.

## Sociální marketingová koncepce
Sociální marketing zastává názor, že v marketingu se zakládá na všem a že je mnohdy potřeba široké, integrované perspektivy. Zde je znovu vidět smysl marketingových výzkumů, které při neustálém provádění mohou odhalit všechny potřebné spojitosti. Ve středu pozornosti této koncepce stojí řešení současných otázek společnosti jako jsou například etické, sociální a environmentální otázky.

### Sociálně marketingové koncepce v českých firmách
Také sociálně marketingové koncepce se začínají v české podnikové činnosti postupně uplatňovat. I když se jedná jenom o malý počet firem, skutečně nejde o zanedbatelnou marketingovou koncepci. Sílící obeznámení občanů o tlaku na sociální odpovědnost výrobců v zahraničí se promítá i do názorů spotřebitelů.

## Srovnání tržních přístupů firmy (koncepcí)
Tabulka znázorňuje porovnání jednotlivých koncepcí.
| Název koncepce        | Produkt                                                                                         | Cena                                                                     | Podpora prodeje                                                | Distribuce | Cíl | Reakce zákazníka                                                                                              |
| --------------------- | ----------------------------------------------------------------------------------------------- | ------------------------------------------------------------------------ | -------------------------------------------------------------- | --- | --- | --- |
| Výrobní               | Homogenní nebo minimálně diferencovaný produkt průměrné (obecně očekávané) kvality              | Nízká cena (spotřebitelem očekávaná)                                     | Minimální (nediferencovaná) nebo žádná podpora prodeje         | Masová nediferencovaná distribuce (distribuční kanál: výrobce-maloobchod-zákazník)                                          | Dodat zákazníkovi produkt v očekávané kvalitě za přiměřenou (nízkou) cenu                                             | Zákazník koupi opakuje. Nerozlišuje však výrobce ale pouze cenu (kvalita je společensky určená a očekávaná)   |
| Výrobková             | Produkt excelentních vlastností na vysoké technické úrovni mnohdy převyšující potřeby zákazníka | Cena odpovídající kvalitě produktu (vyšší kvalita = vyšší cena)          | Především servis a doplňkové služby                            | Specializované prodejny, distribuční kanál bývá dlouhý: výrobce-velkoobchod-zprostředkovatel-maloobchod-zákazník            | Dodat zákazníkovi produkt obzvláště dobrých kvalit (bez ohledu na cenu)                                               | Jedná se většinou o jednorázový nákup, kdy zákazník pečlivě vybírá dodavatele                                 |
| Prodejní              | Kvalitativně průměrný či podprůměrný produkt                                                    | Vzhledem ke kvalitě produktu vysoká cena                                 | Masivní podpora prodeje (osobní prodej, bonusy, slevy a další) | Nejčastěji osobní prodej, v rámci distribučního kanálu bývá přímo před zákazníkem především osobní prodejce                 | Prodat zákazníkovi produkt, který neuspokojuje ani jeho potřebu a tudíž ani jeho přání                                | Zákazník koupí produkt jednou. Podruhé již většinou na nabídku nereaguje                                      |
| Marketingová          | Produkt odpovídající potřebám a především požadavkům zákazníka                                  | Tržní cena odpovídající hodnotě produktu pro zákazníka cílového segmentu | Odpovídá povaze výrobku a splňuje očekávání zákazníka          | Odpovídá především povaze produktu, povaze a lokalitě trhu. Využívá veškerých možných distribučních kanálů a jejich variací | Poznat potřeby a požadavky zákazníka a tyto uspokojit lépe než konkurence                                             | Firma se snaží se zákazníkem navázat dlouhodobé oboustranně výhodné vztahy. Snaha o opakování nákupní situace |
| Sociálně-marketingová | Produkt odpovídající potřebám a především požadavkům zákazníka                                  | Tržní cena odpovídající hodnotě produktu pro zákazníka cílového segmentu | Odpovídá povaze výrobku a splňuje očekávání zákazníka          | Odpovídá především povaze produktu, povaze a lokalitě trhu. Využívá veškerých možných distribučních kanálů a jejich variací | Poznat potřeby a požadavky zákazníka a tyto uspokojit lépe než konkurence při dodržení dlouhodobých zájmů společnosti | Firma se snaží se zákazníkem navázat dlouhodobé oboustranně výhodné vztahy. Snaha o opakování nákupní situace |